# Art Stevens
Arthur Stevens (Roy, 1 de maio de 1915 – Studio City, 22 de maio de 2007) foi um animador, diretor e produtor americano dos Estúdios Walt Disney.

## Carreira
Art Stevens foi animador nos Estúdios Walt Disney durante a Era de Ouro da animação estadunidense. Stevens iniciou sua carreira como inbetweener no filme Fantasia de 1940. Após realizar trabalhos de intervalo em vários filmes, recebeu seu primeiro crédito na tela em 1953 como animador de personagens em Peter Pan. Durante sua carreira, Stevens contribuiu para os storyboards e a animação de muitos curtas e longas-metragens da Disney, incluindo os documentários de televisão aclamados pela crítica de Ward Kimball nos anos 1950: Man in Space, Man and the Moon e Mars and Beyond. Stevens também foi animador nos curtas vencedores do Oscar Toot, Whistle, Plunk and Boom (1953) e It's Tough to Be a Bird (1969).
Em 1977, Stevens co-dirigiu The Rescuers. Posteriormente, co-produziu e co-dirigiu The Fox and the Hound (1981) e contribuiu com o trabalho de história durante a produção inicial de The Black Cauldron (1985).
Stevens se aposentou em 1983, após 43 anos nos estúdios de animação da Disney.

## Vida pessoal
Stevens nasceu em Roy, Montana. Ele foi casado com sua esposa, Penny, por 68 anos, com quem teve dois filhos, Craig e Kent. Stevens faleceu devido a um ataque cardíaco em Studio City, Califórnia em 2007.

## Filmografia como diretor
- The Rescuers (1977)
- The Fox and the Hound (1981)